# Lista de últimos monarcas da América
Esta relacionada na lista de últimos monarcas da América os últimos soberanos de países que abandonaram o sistema monárquico ao longo da história. Será mostrado além dos nomes dos países e dos últimos monarcas, a data de sua deposição e as razões. Cada célula onde se explicam as razões serão feitas ligações com fatos que ajudaram a destituir as monarquias de cada país. 

## Últimos monarcas das Américas
| Estado   | Monarca | Monarca     | Título              | Nascimento            | Reinado                | Reinado                 | Motivos              | Morte                 | Brasão | Ref.  |
| -------- | ------- | ----------- | ------------------- | --------------------- | ---------------------- | ----------------------- | -------------------- | --------------------- | ------ | ----- |
| Barbados |         | Isabel II   | Rainha de Barbados  | 21 de abril de 1926   | 30 de novembro de 1966 | 30 de novembro de 2021  | República Proclamada | Viva                  |        | [ 1 ] |
| Brasil   |         | Pedro II    | Imperador do Brasil | 2 de dezembro de 1825 | 7 de abril de 1831     | 15 de novembro de 1889  | Deposição            | 5 de dezembro de 1891 |        | [ 2 ] |
| Guiana   |         | Isabel II   | Rainha da Guiana    | 21 de abril de 1926   | 26 de maio de 1966     | 23 de fevereiro de 1970 | República Proclamada | Viva                  |        | [ 3 ] |
| Haiti    |         | Faustino I  | Imperador do Haiti  | 15 de outubro de 1782 | 26 de agosto de 1849   | 22 de janeiro de 1887   | Deposição            | 22 de outubro de 1867 |        | [ 4 ] |
| México   |         | Maximiliano | Imperador do México | 6 de julho de 1832    | 10 de abril de 1864    | 15 de maio de 1867      | Deposição            | 19 de junho de 1867   |        | [ 5 ] |